# Lamine Diack
Lamine Diack (Dakar, 7 de junio de 1933-Ib., 3 de diciembre de 2021) fue un político senegalés y presidente de la Asociación Internacional de Federaciones de Atletismo (IAAF).

## Biografía
Durante su vida profesional presidió varios cargos gubernamentales y de organizaciones deportivas a nivel nacional e internacional, entre ellos: inspector general de Impuestos, comisionado general del Deporte, alcalde de la ciudad de Dakar, diputado de Senegal director de la compañía de Alcantarillados de Senegal, presidente del Comité Olímpico Senegalés, miembro del Comité Ejecutivo del Consejo Supremo para el Deporte en África, presidente de la Confederación Africana de Atletismo, y miembro del Comité Olímpico Internacional, entre otros.
También practicó el deporte en su juventud, especialmente el atletismo, baloncesto, fútbol, tenis y voleibol, y entre sus logros se encuentran: campeón de la copa París-Dakar en la categoría junior de fútbol (1950-1952); plusmarquista en el área oeste de África en el salto de longitud (1957-1960), y campeón nacional y universitario de Francia en la misma especialidad (1958-1959, respectivamente).
En la Asociación Internacional de Federaciones de Atletismo, Diack ejerció como vicepresidente entre los años 1976 y 1991, vicepresidente senior entre 1991 y 1999, y como presidente desde el 8 de noviembre de 1999 en sustitución del italiano Primo Nebiolo. Fue relevado en el cargo por el británico Sebastian Coe el 31 de agosto de 2015.
Algunas distinciones otorgadas a Lamine Diack son: Caballero de la Legión de Honor de Francia; Orden de Bernardo O'Higgins de Chile; Orden Olímpica; Orden al Mérito de la IAAF; y la Orden del León de Senegal, entre otras.

### Investigación y renuncia
En el mes de noviembre de 2015, la justicia francesa inició una investigación en su contra, por recibir sobornos y lavado de dinero debido a un escándalo de dopaje en atletas rusos. Esto provocó su dimisión como miembro honorario del Comité Olímpico Internacional.
El 18 de junio de 2020, terminó su juicio y el de otras cinco personas, incluido su hijo Papa Massata Diack. La defensa de Lamine Diack solicitó la indulgencia de la corte, refiriéndose, en particular, a la edad (87 años) de Lamine Diack. El 16 de septiembre de 2020, Lamine Diack fue declarado culpable de corrupción activa y pasíva, así como de abuso de confianza y condenado a cuatro años de prisión y una multa de 500 000 €. Diack tenía varias causas abiertas en Francia por otras sospechas de corrupción en el momento de su muerte.